# ケイト・コンスタブル
ケイト・コンスタブル（英語: Kate Constable、1966年 - ）は、オーストラリアの作家。

## 経歴
1966年オーストラリアのメルボルンで生まれる。小型飛行機のパイロットである父親の仕事の都合で幼い頃から住居を転々とする。
六歳の頃にはパプアニューギニア(当時オーストラリア領)へ移り住み、テレビのない島で耽読の日々を過ごす。
オーストラリアに戻った後にメルボルン大学に進学して七年間法律を学んだが、自らの適正に悩み卒業後はアルバイトを転々とした。
こうした暮らしの中で小説家を志し、レコード会社にパートタイムで勤務し定収入を得る傍ら著作活動に取り組んだ。
1993年、初めての短編がミアンジン誌に掲載される。
この後、楽しみのために書いたファンタジー小説『万歌の歌い手』によって本格デビューを果たした。

## 著作

### 小説
『トレマリスの歌術師』(原題：Chanters of Tremaris)
- 『万歌の歌い手』(原題：The Singer of All Songs 2004年)
- 『水のない歌』(原題：The Waterless Sea 2005年)
- 『第十の力』(原題：The Tenth Power 2006年)

#### その他
- The Taste of Lightning (2007)
- Always Mackenzie (2008,ガールフレンド・フィクション（英語版）四巻)
- Cicada Summer (2009)
- Winter of Grace (2009, ガールフレンド・フィクション10巻)
- Dear Swoosie (2010, ガールフレンド・フィクション17巻　Penni Russonとの共著)
- "Crow Country" (2011)

### 短編
- "Graham Remains" (1993) ミアンジン（英語版）誌掲載

出典: Fantastic Fiction, kateconstable.com

## 受賞/ノミネート歴
- 2007年
  - オーリアリス賞（英語版） 最優秀ヤングアダルト小説部門ノミネート[2] The Taste of Lightning

- 2009年
  - Children's Peace Literature Award 共同受賞  Winter for Grace[3]
  - オーリアリス賞児童向け創作最優秀賞ノミネート Cicada Summer

- 2010年
  - オーストラリア首相文学賞（英語版） 児童向け創作部門 Cicada Summer
  - CBCA Children's Book of the Year 賞 Younger Readers部門 Crow Country

- 2012年
  - New South Wales Premier's Literary Awards パトリシア・ライトソン児童文学賞 Crow Country